# Commanderie Sainte-Catherine
La commanderie Sainte-Catherine (ou commanderie du Temple de Sainte-Catherine, ou parfois maison du Temple de Sainte-Catherine), située sur le territoire de la commune de Montbellet (au hameau de Mercey) dans le département français de Saône-et-Loire et la région Bourgogne-Franche-Comté, est un ensemble architectural résultant d'une ancienne commanderie templière, composé d'un corps de logis et d'une chapelle.

## Protection
Cet ensemble fait l'objet d'inscriptions au titre des monuments historiques :
- en date du 27 mars 2001 pour le corps de logis de l'ancienne commanderie ;
- en date du 13 février 2002 pour le sol des parcelles d'emprise de l'ancienne commanderie.

La chapelle, quant à elle, a été classée au titre des Monuments historiques le 13 février 2002.
Ces procédures de protection ont entraîné l'annulation de l'inscription au titre des Monuments historiques dont avait bénéficié la chapelle, par arrêté du 27 janvier 1928.

## Description

### Corps de logis
Le corps de logis est du XVe siècle (remanié au XIXe).

### Chapelle
Édifice à nef unique (20,40 x 8,60 mètres hors œuvre) divisée en trois travées voûtées d'ogives, la chapelle est, de nos jours, divisée par un plancher posé au XIXe siècle.
Elle est orientée au nord-est et construite sur un plan rectangulaire soutenu par douze contreforts extérieurs : quatre de chaque côté et deux à chaque pignons.
De l'époque de sa construction datent les éléments qui font de cette chapelle un lieu singulier : des personnages peints en pied (les douze apôtres et quatre saintes), à taille réelle, en partie haute de l'édifice, isolés les uns des autres (chacun dans une arcade peinte trilobée). Le dessin de ces personnages est inspiré du maître d'œuvre contemporain, Villard de Honnecourt. Ces représentations sont inexplicablement inachevées et marquées encore de leurs lignes de construction, ce qui a fait naître l'idée que l'exécution de cette série de peintures murales pourrait avoir été interrompue au moment de la suppression de l'ordre du Temple par Philippe IV le Bel.

## Historique

### Les Templiers et les Hospitaliers
Fin du XIIIe siècle : construction de la chapelle.
Après la condamnation définitive de l'ordre du Temple, la commanderie fut donnée à la commanderie de Chalon (1313) des Hospitaliers de ordre de Saint-Jean de Jérusalem, à laquelle elle appartint jusqu'en 1790.
La commanderie disposait d'un assez vaste territoire sur lequel elle exerçait le droit de justice et percevait en même temps un cens en argent ou en nature (froment, avoine, cire, etc.). Au XVIIIe siècle, il existait encore dans les archives du Temple de Chalon « un gros sac dans lequel étoient, tant les titres de la fondation de la chapelle de Montbellet, qu'autres concernant ladite chapelle » (documents disparus). 

### Aujourd'hui
Le 9 août 1796, la belle maison, la chapelle, deux granges et les écuries, un jardin, furent vendus nationalement, moyennant 5500 francs, et transformés en ferme. Les propriétés de l'ancienne commanderie furent vendues, quant à elles, quelques jours plus tard, pour un peu plus de 15000 francs.
Un bâtiment a été construit pour les ouvriers agricoles au XIXe siècle, sur le côté nord de la chapelle.
1910 : la chapelle devient la propriété de René Le Grand de Mercey.
La famille Le Grand de Mercey est toujours propriétaire du site de l'ancienne commanderie, propriété privée qui ne se visite pas.